# Trailer Park of Terror
Trailer Park of Terror  ist ein US-amerikanischer Horrorfilm aus dem Jahr 2008 des Regisseurs Steven Goldmann.

## Inhalt
Norma lebt bei einer Wohnwagensiedlung. Sie ermordet ihre Nachbarn, weil diese versehentlich ihren Freund getötet haben. Dreißig Jahre später stranden sechs junge Menschen bei der Siedlung. Die Teenager finden bei Norma Zuflucht. Sie beschließt, die neu gekommenen Menschen zu foltern und zu töten.

## Produktion
Regie führte Steven Goldmann und das Drehbuch schrieb Timothy Dolan. Der Produzent war Jonathan Bogner. Die Musik komponierte Jarred Buck und für die Kameraführung war Jeff Venditti verantwortlich. Für den Schnitt verantwortlich war Alan Brewer.

## Veröffentlichung
Trailer Park of Terror wurde erstmals beim Slamdance Film Festival im Januar 2008 veröffentlicht. 19. Oktober 2008 wurde es beim Toronto After Dark Film Festival uraufgeführt. Am 16. Oktober 2009 erschien der Film von Capeliggt in einer ungekürzten Fassung mit der Altersfreigabe „keine Jugendfreigabe“. Die unrated Fassung ist in Deutschland ungeprüft.

## Kritik
„[...] Herkömmlicher Horrorfilm vor Redneck-Hintergrund, erzählt mit allerhand Härten und Klischees.“